# Катастрофа Ту-154 під Сіанем
Катастрофа Ту-154 під Сіанем — велика авіаційна катастрофа, що сталася в понеділок 6 червня 1994 року. Авіалайнер Ту-154М авіакомпанії China Northwest Airlines виконував внутрішній рейс WH2303 за маршрутом Сіань — Гуанчжоу, але через 9 хвилин після зльоту розсипався на частини та впав на землю за 29 кілометрів від аеропорту Сіаня. Загинули всі 160 людей, що знаходилися на його борту, — 146 пасажирів і 14 членів екіпажу.
На 2020 катастрофа рейсу 2303 залишається найбільшою (за кількістю загиблих) авіакатастрофою в історії континентального Китаю.

## Літак

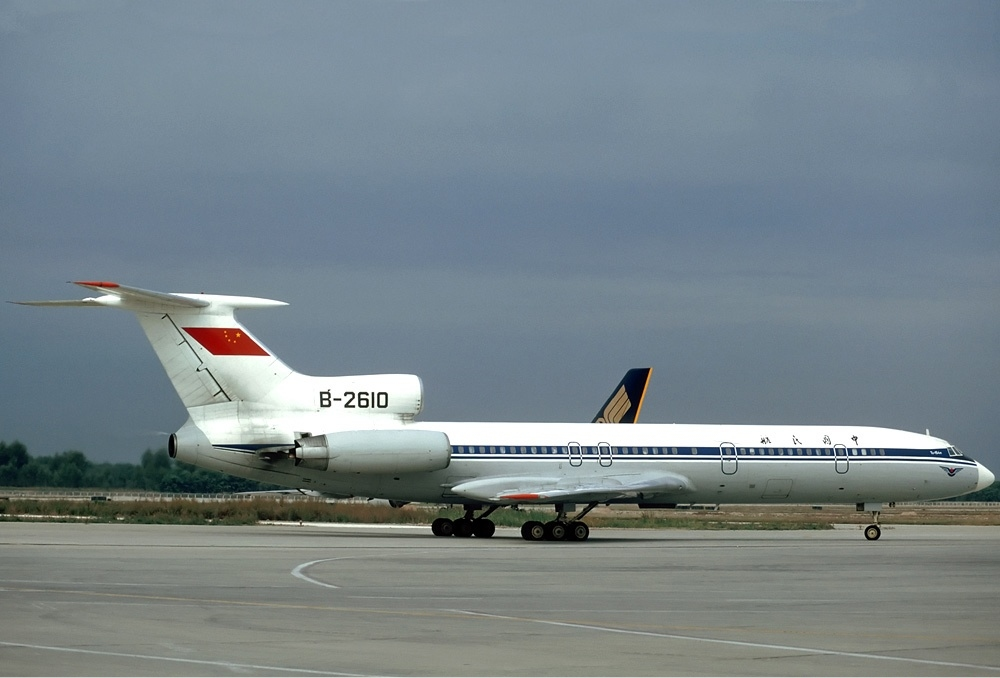
літак, що розбився, в 1988 році (у період експлуатації в CAAC)

Ту-154М (реєстраційний номер B-2610, заводський 86A740, серійний 0740) було випущено Куйбишевським авіаційним заводом (КуАПО) 22 грудня 1986 року і одразу було передано Адміністрації цивільної авіації КНР (CAAC). 1 липня 1988 року у зв'язку з реорганізацією CAAC перейшов до авіакомпанії China Northwest Airlines. Оснащений трьома турбореактивними двигунами Д-30КУ-154-II Рибінського моторобудівного заводу. На день катастрофи здійснив 6651 цикл «зліт-посадка» і налітав 12507 годин.
На 2020 катастрофа рейсу 2303 залишається найбільшою (за кількістю загиблих) авіакатастрофою в історії континентального Китаю.

## Екіпаж та пасажири
Склад екіпажу рейсу WH2303 був таким:
- Командир повітряного судна (КВС) — Лі Ганцянангл. Li Gangqiang, кит.: 李刚强).
- Змінний КВС — Синь Тяньцай (англ. Xin Tiancai, кит.: 辛天才).
- Другий пілот — Ян Мін (англ. Yang Min, кит.: 杨敏).
- Штурман — Чжан Нанкін (англ. Zhang Nanjing, кит.: 张南京).
- Бортінженер — Кан Юфа (англ. Kang Youfa, кит.: 康有发).

У салоні літака працювали 9 бортпровідників.
| Країна         | Пасажири | Екіпаж | Усього |
| -------------- | -------- | ------ | ------ |
| КНР            | 119      | 14     | 133    |
| Росія          | 5        | 0      | 5      |
| Італія         | 4        | 0      | 4      |
| Гонконг        | 3        | 0      | 3      |
| Південна Корея | 3        | 0      | 3      |
| Франція        | 3        | 0      | 3      |
| США            | 2        | 0      | 2      |
| Індонезія      | 2        | 0      | 2      |
| Тайвань        | 1        | 0      | 1      |
| Сінгапур       | 1        | 0      | 1      |
| Малайзія       | 1        | 0      | 1      |
| Канада         | 1        | 0      | 1      |
| В'єтнам        | 1        | 0      | 1      |
| Разом          | 146      | 14     | 160    |

## Хронологія подій
Ту-154М борт B-2610 виконував внутрішній рейс WH2303 з Сіані до Гуанчжоу. Рейс 2303 вилетів з аеропорту Сяньян о 08:13 CST і почав набір висоти. У цей час у Сіані йшов дощ, але виліт рейсу не було скасовано чи затримано.
Через 24 секунди після зльоту (о 08:13:24) пілоти рейсу 2303 доповіли, що літак плаває і видає підозрілі звуки, але при цьому ще підтримує швидкість 400 км/год. Через три хвилини (о 08:16) лайнер пролетів над Сіанем і повернув на південний схід. Але невдовзі з інтервалом у 34 секунди (о 08:16:24 та 08:16:58 відповідно) екіпаж доповів про нестійкий тангаж до 20° та 30°.
О 08:17:06, під час польоту над селищем Мінду (округ Чан'ань, провінція Шеньсі), літак почав відхилятися від курсу. Екіпаж тимчасово увімкнув автопілот, що несподівано змусило лайнер повернути праворуч. О 08:22:27 у кабіні екіпажу спрацював сигнал, що попереджає про звалювання, потім літак різко нахилився вліво і за 12 секунд на швидкості 747 км/год знизився з 4717 до 2884 метрів.
О 08:22:42 на висоті близько 2800 метрів рейс WH2303 розсипався на частини у повітрі над передмістям села Цуйтоу (селище Мінюй). Уламки лайнера впали на землю за 29 кілометрів від аеропорту Сіаня на південний схід від аеропорту, при цьому їх розкидало на кілька кілометрів сільськогосподарських угідь. Усі 160 людей на борту літака загинули.